# Этнические группы евреев

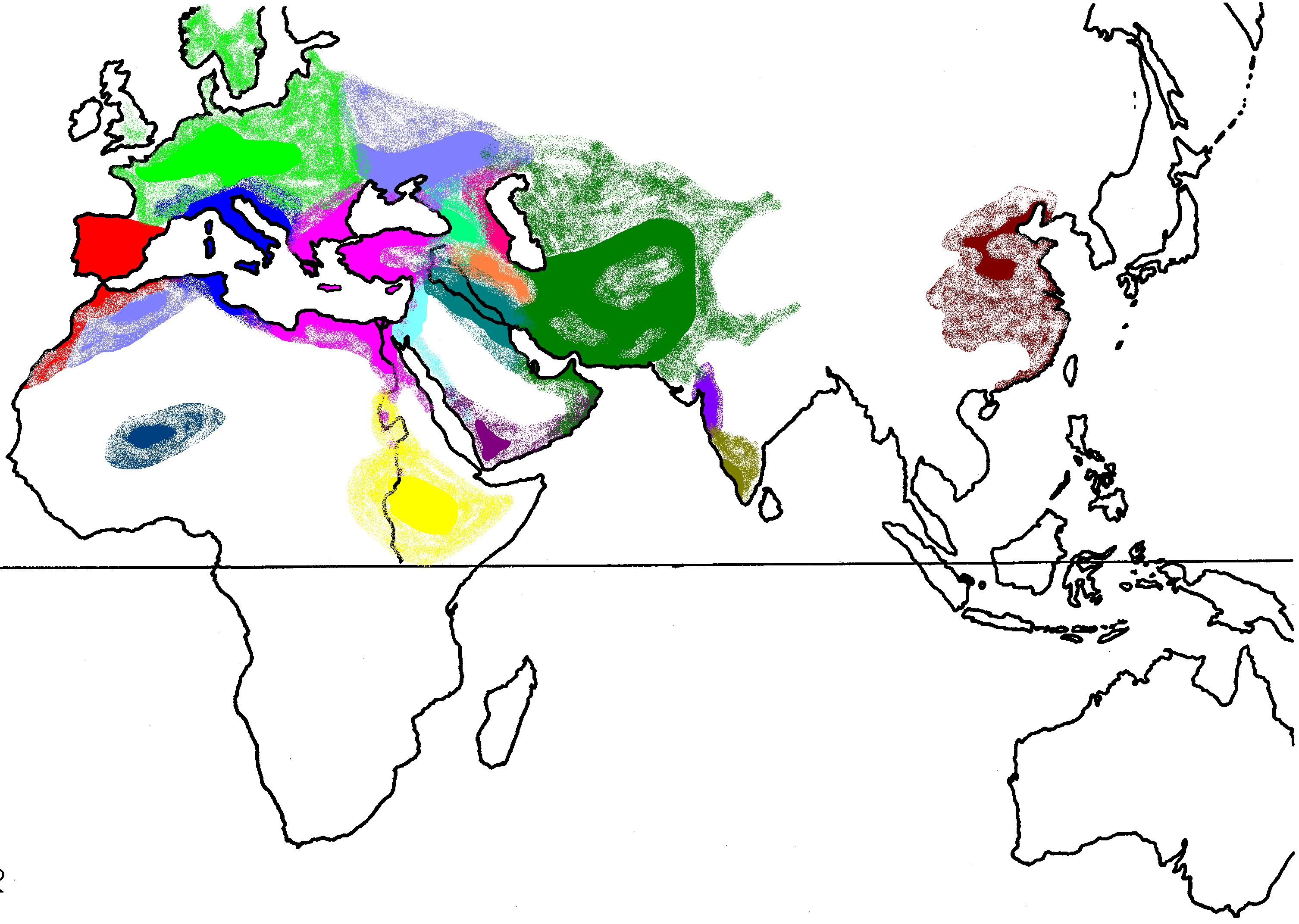
Разнообразие еврейских этнических групп в мире к 1490 году

В течение веков в еврейской диаспоре сложились многочисленные группы евреев, характеризующиеся культурными и языковыми особенностями. Многие из них говорят или говорили на особых еврейских этнолектах, диалектах и языках.
В еврейской диаспоре последовательно сменился ряд доминирующих центров, в которых сложились еврейские этнические группы (эдот), которые различаются по языку и бытовой культуре, но сохраняют общееврейское самосознание: Бавель (Месопотамия, Закавказье, Курдистанское нагорье) — V—XI века; Сефарад (Пиренейский полуостров) — начало н. э. — 1492; Ашкеназ (Центральная Германия, Вост. Европа) — X — середина XX века.

## История
Еврейский этнический центр в Земле Израиля практически прекратил существование после арабского завоевания в 638 году, однако присутствие евреев на их исторической родине не прекращалось вплоть до создания государства Израиль в 1948 году.
Результатом серии изгнаний и депортаций из Англии (1290), Франции (1394), Литвы (1495), Португалии (1496), Саксонии (1540), Бранденбурга (1573) и др. стало сосредоточение европейских евреев преимущественно в Речи Посполитой. Массовое истребление евреев, произошедшие в ходе восстания Богдана Хмельницкого вызвало обратные миграции евреев в страны Западной Европы, в основном в Германию и Голландию, а также в Крымское ханство и Османскую империю. С этого времени растёт поток еврейских переселенцев из Восточной Европы, которые поселяются в городах Земли Израиля рядом с беженцами-сефардами.
В течение XIX века большая часть европейских евреев получила равные политические права, что сопровождали процессы реформирования иудаизма, разрушения традиционной кегилы, распада традиционных эдот и уменьшение употребления еврейских языков, а также движением хаскалы, еврейского просвещения. В XIX—XX веках европейские, а затем американские евреи осознали себя конфессиональной общностью. Одновременно секуляризованные евреи вливались в этносы своих стран. В России во второй половине XIX века в рамках хаскалы молодёжь стремится к образованию и просвещению, отказывается от своей культуры местечек и от иудаизма. Другие евреи России, а также Галиции и Румынии создали идентичность через осознание себя прежде всего этнической общностью, обладающей этнической религией. Формируются этнополитические направления, включая сионизм, идеологию возвращения на Землю Израиля, и автономизм, заключающийся в борьбе за создание национально-культурных автономий.
После возрождения государства Израиль израильтянами создаётся центр новой этничности евреев. Еврейская диаспора в государствах Америки, Западной и Центральной Европы, Австралии, Новой Зеландии, Южной Африки развивается на основе конфессиональной идентичности с опорой на синагогальные общины. Происходит распад сохранившихся традиционных эдот, образованных горскими, бухарскими, грузинскими евреями и др.

## Формирование

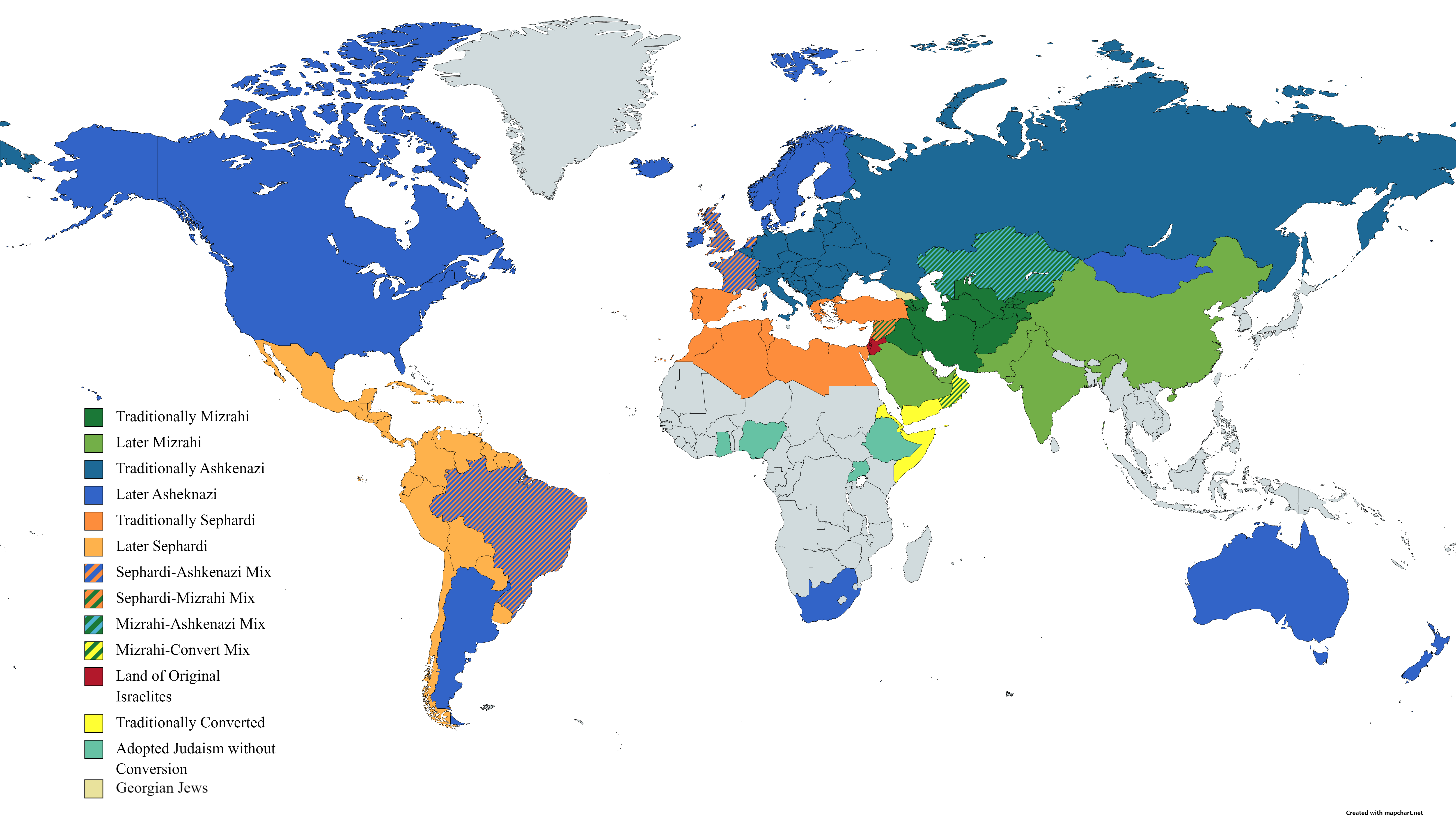
Еврейские этнические/культурные группы

Одна из древнейших эдот, которая сложилась в середине 1-го тысячелетия до н. э., — бавли, или иракские евреи, говорила сначала на еврейско-арамейском языке, который около VIII—IX века сменился на арабские диалекты кылту, позднее сохранившимиеся преимущественно только у евреев и христиан. Последние бавли уехали из Ирака в начале американо-иракской войны в 2003 году.
Евреи, которые сохранили арамейский язык после арабского завоевания, оказались оттеснены на Курдистанское нагорье, где сформировали этническую группу таргум, или лахлухов. В Израиле они известны как курдистанские евреи и сохраняют в бытовой сфере еврейско-арамейские языки.
Иранские евреи (парас-у-мадай) проживали в Иране и Средней Азии с эпохи Ахеменидов. С VI—VII веков н. э. существуют памятники еврейско-персидского этнолекта. Позднее иранские евреи разделились на группы: собственно иранские евреи (джиди — 25 тыс. чел. в Иране, 75 тыс. чел. в Израиле; в XX века большая их часть перешла с еврейско-иранских языков на фарси); татоязычные горские евреи; афгано-среднеазиатская группа, к XVIII веку она подразделяется на среднеазиатских евреев и использовавших один из еврейско-персидских этнолектов афганских евреев, окончательно покинувших Афганистан в конце XX века. С иранскими евреями связана также группа китаеязычных кайфынских евреев на территории Китая, которые сформировались в VI—VIII веках н. э. и к настоящему времени почти полностью ассимилированы китайцами. Небольшое число потомков этой группы в городе Кайфыне сохраняют ряд признаков культурной обособленности.
В раннесредневековый период вдоль путей международной торговли пряностями сформировались говорящие на языке маратхи бене-исраэль на территории индийского штата Махараштра и говорящие на дравидийском языке малаялам кочинские евреи, ранее жившие на юге Малабарского побережья; ныне живут в Израиле.
Еврейские поселения Аравийского полуострова возникали с середины — второй половины 1-го тыячелетия до н. э. Исламский пророк Мухаммед создал новую религию, находясь в противостоянии с еврейским населением Медины, но отдельные еврейские кланы вошли в состав первоначальной исламской общины. Арабоязычные потомки евреев Южной Аравии (тейманим) проживают в основном в Израиле (около 140 тыс. чел.), около 500 чел. живут в Йемене.
В раннем Средневековье сложились еврейские арабоязычные группы Северной Сирии и Южной Турции (халяби), Южной Сирии и Ливана (сами); с XVI века в их состав вошли сефарды, бывшие беженцами из Испании. В XVIII веке несколько кланов халяби и иракских евреев переселились в Индию, поступив на службу британской короне, откуда они расселились по территориям Юго-Восточной Азии: в Индонезии, Мьянме, Сингапуре, Гонконге и др., где стали известны как багдади.
С середины — второй половины 1-го тысячелетия до н. э. формировалась этническая группа евреев Магриба (мустаарабим), дробившаяся на большое число географических и субэтнических подгрупп, включая бербероязычных евреев Атласа.
В изоляции от всех этих эдот формировались эфиопские евреи (бета-исраэль, или фалаша), которые до XX века говорили на агавских языках, затем перешли на амхарский и тиграй.
Евреи Византии (романиоты) с XVI века подвергались интенсивной ассимиляции сефардами. Их потомки, которые в XX веке сменили свой этнолект греческого языка (еваника) на стандартный греческий, проживают в Греции (около 1 тыс. чел.). В Закавказье сформировались грузинские евреи. Потомки грекоязычного еврейского населения, жившего с начала н. э. в Крыму и на Таманском полуострове, и более поздних еврейских мигрантов, включая сефардов из Испании и Италии, образовали группу крымчаков, которые до недавнего времени говорили на этнолекте крымско-татарского языка. В этногенетическом плане с романиотами, хазарами и хазарскими евреями, по одной из версий, связаны славяноязычные евреи Киевской Руси и западнославянских земель X—XVII веков (кенааним), которые говорили на еврейских этнолектах древнерусского и древнечешского языка и затем ассимилированные расселившимися на этих территориях из Германии ашкеназами.
В IX—XIV веках на территориях Северной Франции, Англии и Нидерландов проживала еврейская группа царфатим, которая говорила на этнолекте старофранцузского языка (западный лоэз, царфатский). После изгнания евреев из Англии и Франции, произошедшего в XIII—XIX веках они ассимилировались с ашкеназами и отчасти с сефардами.
В Юго-Западной Европе с эпохи поздней античности проживала еврейская группа сефардов, говорившая на этнолектах иберо-романских языков. После изгнания евреев из Испании в 1492 году они расселились в Османской империи на Балканах и в Восточном Средиземноморье, в Италии и Северной Африке, где сформировался сефардский язык. С XVI века сефарды стали восстанавливать еврейские поселения в Земле Израиля — в Иерусалиме, Хевроне, открыли каббалистические центры в Цфате и Тиверии. К ним была близка группы евреев Прованса (еврейско-провансальский язяк шуадит существовал до середины XIX века) и евреев Рима (ромаим), которые говорили соответственно на этнолектах старопровансальского и итальянского языков (южный лоэз).

## Список

### Европа
- Ашкеназы (ивр. אשכנזים [ашкенази́м] саксонцы) — потомки евреев средневековой Германии, северной Италии и северной Франции, исторически носители идиша и собственной литургической традиции:
  - Галицийские евреи.
  - Литваки.
  - Украинские, российские, бессарабские, румынские евреи[2].
  - Курляндцы[2].
  - Польские евреи[2].
  - Удмуртские евреи[англ.].
  - Западные евреи (екке[англ.]).
  - Оберландеры.
- Римские евреи (ивр. רומים‎ [ро́мим] риммы) — часть еврейской общины Италии с отличной от сефардской и ашкеназской литургической традицией, говорящие на итальянском языке.
- Кенааним (ивр. כנענים‎ [кнаани́м] 1. ханаанцы, 2. славяне) и (ст.-слав. жидовины) — историческая группа евреев, живших в Киевской Руси и говоривших на еврейско-славянском диалекте.
- Провансальские евреи — исторически евреи юга Франции, пользующиеся еврейским диалектом провансальского языка.
- Романиоты (ивр. רומניוטים‎ [романйо́тим] византийцы и сеф. [грегос] греки) — часть евреев Греции, отличная от сефардского еврейского населения этой страны.
- Сефарды (ивр. ספרדים‎ [сфаради́м] испанцы) — потомки изгнанных из Испании и Португалии евреев, исторически носители сефардского языка (ладино, джудезмо) и собственной литургической традиции.
- Хутс[англ.] — группа евреев, эмигрировавших из Нидерландов в Англию в XIX веке.

#### Кавказ
- Горские евреи -  (ивр. יהודים הרריים/קווקזים [йеуди́м арариим/кавказим] кавказцы) - потомки евреев из Персии, исторически носители горско-еврейского языка (джуури) и собственной литургической традиции.
- Грузинские евреи.

#### Крым
- Крымчаки.
- Караимы.

### Северная Африка, Передняя и Средняя Азия
Евреи, происходящие из Северной Африки, Передней и Средней Азии, называются общим термином «мизрахи»:
- Лахлухи (курдистанские евреи).

- Арабоязычные евреи (яхуд) — говорили на разных диалектах еврейско-арабского языка:
  - Марокканские евреи — до 250 тысяч в Израиле, не считая их потомков, родившихся в Израиле (из 500 тыс. евреев из Марокко, остальные являются сефардами), около 8 тысяч в Марокко (Касабланка, Фес, Марракеш); говорят на т. н. еврейско-марокканских вариантах нескольких арабских диалектов, в основном оседлой (старомагрибских) группы диалектов (сефарды соответственно говорили по-сефардски — диалект хакетия); часть говорит по-берберски.
  - Алжирские евреи — после получения Алжиром независимости выехали в основном во Францию, где практически все говорят только по-французски. Некоторое количество алжирских евреев переселилось в Израиль. До 1870 года в Алжире жило около 140 тысяч евреев (значительная часть которых также была сефардами, а некоторые говорили по-берберски), после 1962 года оставалось около 10 тысяч, большая часть которых покинула страну после 1990 года.
  - Тунисские евреи — к 1948 году в Тунисе было 105 тысяч евреев, но к 1967 году большинство выехало во Францию и Израиль. В 2004 году оставалось 1,5 тысячи евреев в Тунисе, особенно на острове Джерба, где говорят на берберском языке джерби.
  - Ливийские евреи — в начале века около 21 тысячи евреев (города Триполи, Бенгази), которые потом выехали в Италию, Израиль (30 тысяч) и США. На 2002 год в Ливии оставалась одна еврейская женщина. Диалект относится к оседлому наречию, в отличие от остального населения Ливии, которое говорит на бедуинских диалектах.
  - Египетские евреи. Евреи проживают в Египте с эллинистических времён, когда они составляли значительную часть населения Александрии. Впоследствии к ним присоединились вавилонские евреи (после арабского завоевания), евреи из Палестины (после прихода крестоносцев); сефарды (в XIV—XV веках), итальянские евреи, занимавшиеся торговлей (в XVIII—XIX веках); евреи из Алеппо (в конце XIX-начале XX веков). В начале XX века в Египте было около 100 тысяч евреев. Они говорили на еврейско-египетском диалекте арабского, сефардском, английском и французском языках. В Египте в первой половине XX века существовала многочисленная община евреев — выходцев из России. По данным переписи 1947 года в Египте жили 65 тыс. евреев (64 % в Каире, 32 % в Александрии). Позже большинство выехало в Израиль (35 тыс.), Бразилию (15 тыс.), Францию (10 тыс.), США (9 тыс.) и Аргентину (9 тыс.). В 2000 году еврейское население Египта составляло около ста человек. Евреи живут в двух городах: Каире и Александрии. В еврейскую общину входят также пятнадцать караимов. Все члены общины — очень пожилые люди.
  - Сирийские евреи исторически делятся на две группы: арабоязычные евреи (муста‘раби), жившие в Сирии с давних времён, и сефарды, прибывшие в Сирию после 1492 года по приглашению османского султана. В XVI веке сефарды перешли на арабский, и две общины интегрировались в одну. В начале XX века много сирийских евреев выехало в США, Бразилию, Аргентину, Великобританию и Палестину. К 1920 году, когда Сирия стала подмандатной территорией Франции, значительные еврейские общины сохранились только в Дамаске (около 10 тысяч), Халебе (свыше 6 тысяч) и в городе Эль-Камышлы, где жили в основном лахлухи. В 1947 году численность евреев Сирии составляла 15-16 тысяч человек, из них около 10 тысяч жили в Дамаске, около 5 тысяч — в Халебе, несколько сотен — в Камышлы. К середине 1995 года в Дамаске оставалось около 300 евреев, в Камышлы — около 90. В начале 2000-х годов в Сирии оставалось менее 100 евреев, в основном — люди пожилого возраста.
  - Ливанские евреи — жили в основном в Бейруте, Сидоне и некоторых других городах, а также в деревнях среди друзов. Ливан был единственной арабской страной, численность еврейского населения которой увеличилась в первые годы после создания государства Израиль (5,2 тысячи в 1948 году, 9 тысяч в 1951 году). Однако после 1967 года из Бейрута выехали 2,5 тысячи евреев, и к 1970 году его община насчитывала около 1,5 тысяч человек. Выезжали в основном во Францию и США, лишь немногие — в Израиль. В 2006 году оставалось около 40 евреев, в основном — в христианской части Бейрута.
  - Муста’раби («арабизированные евреи») — арабоязычные евреи, жившие в Палестине в Средние века и вплоть до начала массовой репатриации евреев в конце XIX века.
  - Иракские (вавилонские) евреи — потомки первой еврейской диаспоры, возникшей ещё в VI веке до н. э. Делились на курдистанских евреев севера (лахлухи) и арабоязычных евреев. По переписи 1920 года еврейское население Ирака насчитывало около 87,5 тыс. человек, из которых 50 тыс. жили в Багдаде, около семи тысяч в Басре, 7,5 тыс. в Мосуле и около пяти тысяч в Эрбиле. В 1948 году в стране жило около 150 тысяч евреев. В марте 1950 года, когда евреям Ирака было разрешено покинуть страну, начался массовый исход евреев, организованный Еврейским агентством и получивший название «Операция Эзра и Нехемия»; между 1948 и 1951 годами из Ирака выехало около 123 тыс. евреев. В апреле-мае 2003 года из 34 остававшихся там евреев (все жили в Багдаде) 23 человека репатриировались в Израиль. Большинство выехало в Израиль, часть также в Великобританию и другие страны. Часть иракских евреев (так называемые «багдади») с XVII—XVIII веков обосновались в Индии (в 1948 году — 6 тысяч), в городах Бомбей, Калькутта, Пуна, Сурат.
  - Оманские евреи (Omani Jews) — небольшая община, существовавшая в Маскате и Суре в Средние века; были усилены в 1828 году евреями, бежавшими из Ирака после мусульманских погромов. Практически исчезли к 1900 году.
  - Йеменские евреи (теймани, от ивр. תֵּימָן‎ Тейман «Йемен») — группа евреев, выделяющаяся среди восточных евреев особенностями религиозных обрядов, произношением древнееврейского, одеждой и многим другим. К 1948 году в Йемене жило около 63 тысяч евреев, в 2001 году оставалось около 200, в основном на севере страны в городе Саада (ремесленники и мелкие торговцы).
- Берберские евреи — евреи Магриба, проживавшие на территории современных Марокко, Алжира и Туниса среди берберов и говорившие на еврейско-берберских этнолектах. В настоящее время почти поголовно переселились в Израиль.
- Евреи Ирана, Афганистана и Средней Азии (персидские евреи в широком смысле):
  - собственно Персидские евреи — евреи из Ирана, говорящие на еврейско-персидском и других еврейско-иранских языках;
  - Бухарские евреи (среднеазиатские евреи, джугут) — евреи из Узбекистана и Таджикистана, говорящие на еврейском диалекте таджикского языка;
  - Афганские евреи — евреи из Афганистана, говорящие на еврейско-персидском языке.

### Другие африканские страны
- Фалаша (эфиопские евреи)

Существует также несколько общин, состоящих из чернокожих и утверждающих, что они являются потомками евреев.

### Индия и Дальний Восток
- Евреи Индии
  - Кочинские евреи (малабарские евреи) — жили в штате Керала (Кочи, Эрнакулам, Северный Паравур, Алува), (в 1948 году примерно 2,5 тыс. человек), разговорный язык — малаялам.
  - Бней-Исраэль (маратхские евреи) — жили главным образом в Бомбее и его окрестностях (в 1947 году около 24 тыс. человек), разговорный язык — маратхи.
  - Багдадские евреи — жили в Бомбее, Калькутте, Пуне и Сурате (в 1948 году около 6 тысяч), разговорные языки — английский и еврейско-арабский диалект Ирака.
  - Бней-Менаше — представители племён мизо и куки в штатах Манипур и Мизорам (около 9 тысяч), которые в 1970-х годах заявили, что они потомки колена Манассиева, и стали практиковать иудаизм.
  - Бней-Эфраим (евреи-телугу) — небольшая телугу-язычная группа в штате Андхра-Прадеш, обратившаяся в иудаизм в 1981 году.

Ни у одной из групп евреев в Индии не сложился собственный еврейский язык или хотя бы заметно отличающийся диалект. Еврейским алфавитом ограниченно пользовались лишь багдадские евреи для своего еврейско-арабского диалекта. Ни кочинские евреи, ни Бней-Исраэль не использовали еврейского письма. Небольшое количество евреев иракского происхождения проживает также в Бирме, Индонезии и Сингапуре.
- Евреи Китая
- Евреи в Японии